# Honda Prologue
Honda Prologue — среднеразмерный электромобиль-кроссовер, представленный компаниями Honda и General Motors в октябре 2022 года и продаваемый с марта 2024 года на североамериканском рынке. Является первым крупносерийным автомобилем Honda после ряда мелкосерийных аккумуляторных электромобилей, ранее продававшихся в Северной Америке. В значительной степени Honda Prologue основан на Chevrolet Blazer EV, а по габаритам автомобиль сопоставим с Passport — автомобилем с ДВС.

## Описание
Honda Prologue разработан студией Honda Design Studio в Лос-Анджелесе. Архитектуру Ultium и платформу BEV3 автомобиль разделяет с Chevrolet Blazer EV и Cadillac Lyriq.
Разработкой Prologue руководил главный инженер Джон Хванг. По словам Хванга, рельсы рамы, пол, подрамники передней и задней подвески, педальный блок, крепление рулевой колонки, основание лобового стекла и противопожарная перегородка являются общими для Blazer EV. Дизайнерам и инженерам Honda предоставлена свобода в разработке собственного листового металла, а также настроена калибровка рулевого управления, пружин и амортизаторов независимо от Blazer EV. Обладая уникальным дизайном интерьера, Prologue имеет много общих компонентов с Blazer EV, включая рулевое колесо и подставки, элементы управления климатическими настройками, дверные ручки и замки, а также переключатели на окнах.
11-дюймовый сенсорный экран на приборной панели служит цифровой приборной панелью, а отдельно стоящий 11,3-дюймовый сенсорный экран используется в качестве информационно-развлекательного дисплея. Он работает на переработанной версии Android Automotive от GM, известной как Google Built-in, но, в отличие от версии GM, поддерживает беспроводные Android Auto и Apple CarPlay. На всех моделях интегрированы сервисы Google, такие как Assistant и Play. Карты Google можно использовать на любом дисплее, и они обеспечивают планирование маршрута с учётом остановок для зарядки и могут автоматически запускать предварительное кондиционирование аккумулятора для сокращения времени зарядки.
Переключатель режимов вождения установлен на колонне, что обеспечивает больше места на центральной консоли, которая оснащена двумя расположенными рядом подстаканниками за плоским лотком для хранения и вертикальным зарядным устройством для мобильного телефона. Два 3-амперных порта зарядки USB-C мощностью до 45 Вт, расположенные в каждом ряду, а также подогрев передних сидений и двухзонный климат-контроль входят в стандартную комплектацию всех моделей.
На рынке США Honda Prologue продаётся в комплектациях EX, Touring и Elite. Комплектация EX включает в себя как передний, так и полный привод, чёрные или светло-серые тканевые покрытия, сиденье водителя с 10-позиционным электроприводом и 19-дюймовые колёса. В комплектацию Touring добавлены сиденья из чёрной или светло-серой кожи, положение водителя с памятью, кожаное рулевое колесо, аудиосистема Bose с 12 динамиками, передние и задние парктроники, а также зеркало заднего вида с автоматическим затемнением. Полноприводная комплектация Elite поставляется с черными, светло-серыми или коричневыми перфорированными кожаными сиденьями с вентиляцией для переднего ряда, рулевым колесом с подогревом, проекционным дисплеем и 21-дюймовыми колёсами с шинами Run-Flat.
Производство Prologue началось в январе 2024 года в Рамос-Ариспе, а поставки начались в марте 2024 года.

## Технические характеристики
Переднеприводные Honda Prologue оснащены одним синхронным электродвигателем переменного тока мощностью 158 кВт (212 л. с.) и крутящим моментом 320 Н·м. Полноприводные Honda Prologue также имеют двигатель переменного тока с постоянными магнитами мощностью 180 кВт (241 л. с.) и крутящим моментом 305 Н·м, а также асинхронный двигатель переменного тока для задней оси, который развивает мощность 67 кВт (90 л. с.) и крутящий момент 164 Н·м. Суммарная мощность составляет 215 кВт (288 л. с.), а суммарный крутящий момент — 451 Н·м.
Двигатели работают от литий-ионного аккумулятора Ultium ёмкостью 85 кВт·ч с жидкостным охлаждением. Запас хода переднеприводных моделей составляет 476 км, а полноприводных — 439 км. Prologue оснащён бортовым зарядным устройством переменного тока мощностью 11,5 кВт и способен достигать пиковой мощности до 155 кВт во время быстрой зарядки постоянным током.

## Галерея

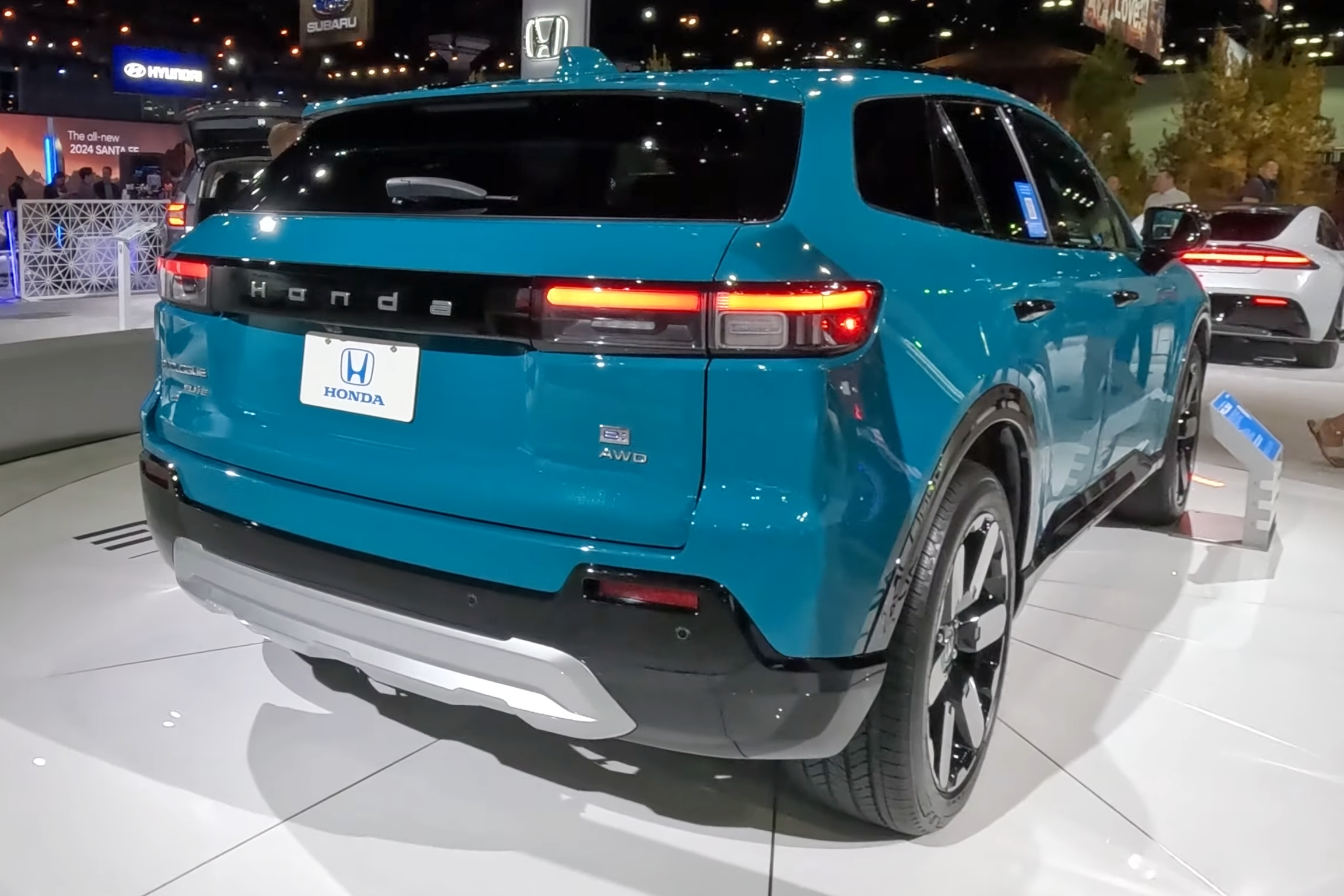
Вид сзади
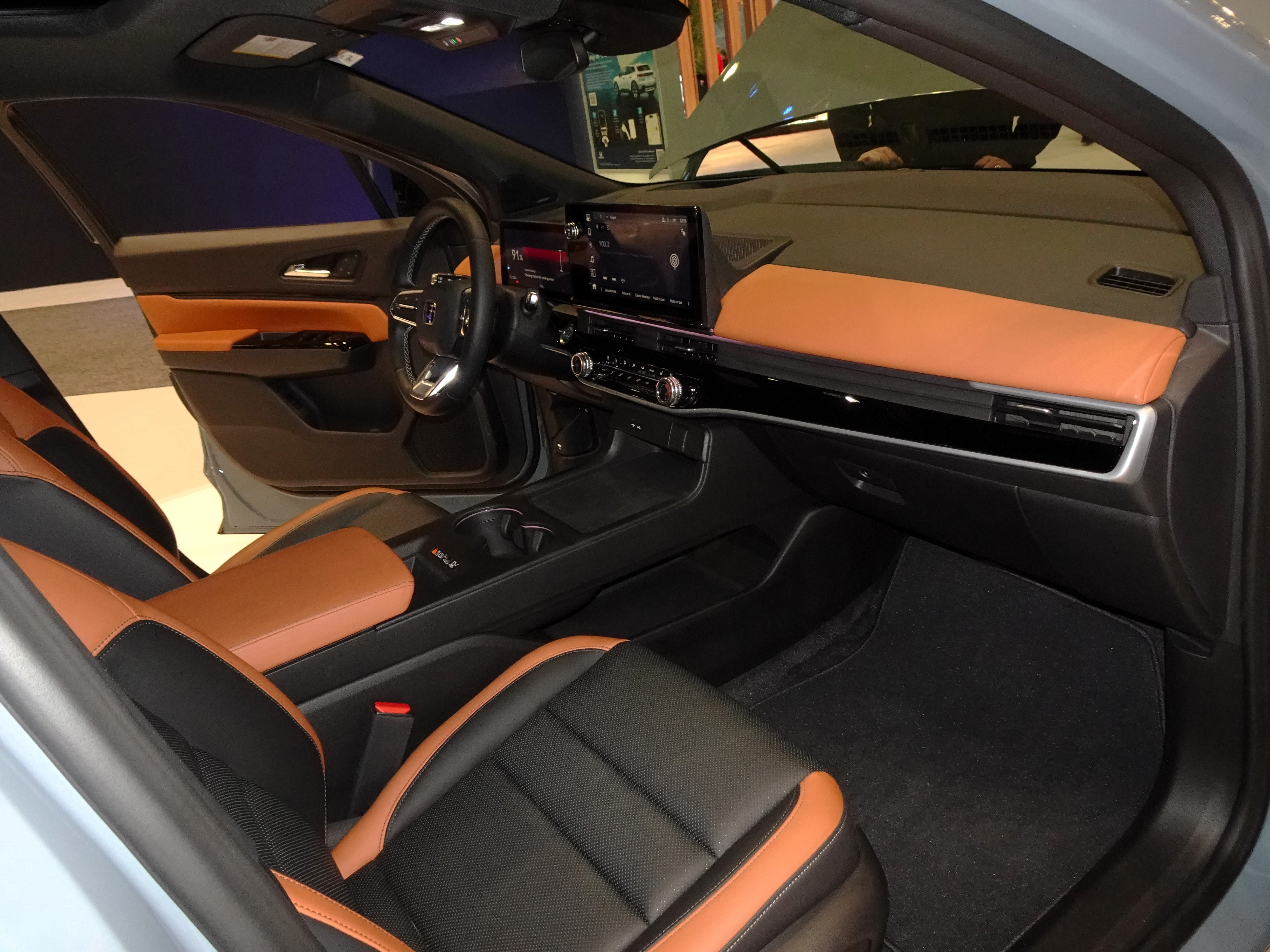
Интерьер